# Municipio de New Oregon
El municipio de New Oregon (en inglés: New Oregon Township) es un municipio ubicado en el condado de Howard en el estado estadounidense de Iowa. En el año 2010 tenía una población de 739 habitantes y una densidad poblacional de 5,67 personas por km².

## Geografía
El municipio de New Oregon se encuentra ubicado en las coordenadas 43°16′21″N 92°8′9″O / 43.27250, -92.13583. Según la Oficina del Censo de los Estados Unidos, el municipio tiene una superficie total de 130.39 km², de la cual 130,34 km² corresponden a tierra firme y (0,04 %) 0,05 km² es agua.

## Demografía
Según el censo de 2010, había 739 personas residiendo en el municipio de New Oregon. La densidad de población era de 5,67 hab./km². De los 739 habitantes, el municipio de New Oregon estaba compuesto por el 99,46 % blancos, el 0,14 % eran asiáticos, el 0,14 % eran de otras razas y el 0,27 % eran de una mezcla de razas. Del total de la población el 0,27 % eran hispanos o latinos de cualquier raza.